# Rüstlöschfahrzeug
Das Rüstlöschfahrzeug (kurz: RLF) ist ein in Österreich weit verbreitetes, taktisches Löschfahrzeug. Dieses Fahrzeug ist eine Kombination aus Tanklöschfahrzeug und Rüstfahrzeug. Um den Wirkungskreis zu erhöhen, wird es auch oft als Allradfahrzeug (RLF-A) verwendet. Früher wurde es auch Bergelöschfahrzeug (BLF) genannt. Es ist somit sowohl für Brandeinsätze als auf für technische Einsätze geeignet. Daher ist es nicht nur bei vielen kleinen Freiwilligen Feuerwehren, sondern auch bei Berufsfeuerwehren ein fixer Bestandteil der Fahrzeugausstattung.
In Niederösterreich verschwand mit der Einführung der neuen Baurichtlinien in den 2010er Jahren die Benennung der Rüstlöschfahrzeuge und wurden durch die Hilfeleistungsfahrzeuge verschiedener Klassen, die die technischen Geräte als optionale Ausrüstung mitführen, ersetzt.
Das RLF ist ähnlich dem deutschen Hilfeleistungslöschgruppenfahrzeug (HLF).

## Aufgaben
Da das Rüstlöschfahrzeug sowohl für den technischen als auch für den Brandeinsatz ausgerüstet ist, kommt dieses Fahrzeug bei den meisten Einsätzen zur Verwendung.
Mit einem RLF ist eine Feuerwehr schon allein in der Lage, bei einem Verkehrsunfall zusätzlich zu den notwendigen technischen Maßnahmen auch den notwendigen Brandschutz bei einem Verkehrsunfall zu gewährleisten.

## Kurzbezeichnungen und Funkrufnamen
Österreichweit tragen diese Fahrzeuge den Namen RLF. Angefügt wird dabei noch die geladene Löschwassermenge und die Größe des Schaumtanks, Beispiel: RLF 2000-400 (2000 L Löschwasser und 400 L Schaum). RLF-A steht für Allrad.
Der Funkrufname lautet in Oberösterreich und Niederösterreich Rüstlösch mit dem Namen der Feuerwehr. In Niederösterreich wird bei größeren Feuerwehren auch Tank verwendet mit Nummer und Ortsnamen (z. B. Tank 3 Wiener Neustadt). In der Steiermark wird die taktische Bezeichnung statt „Rüstlösch“ verwendet (z. B. RLFA 2000 Neudorf). Beim Funkrufnamen wird in Vorarlberg der Ortsname der taktischen Bezeichnung vorangestellt (z. B. Dornbirn RLF). Im Burgenland wird der Funkrufname für das Rüstlöschfahrzeug Rüst anschließend mit Ortsnamen verwendet (z. B. Rüst Mogersdorf).

## Technik

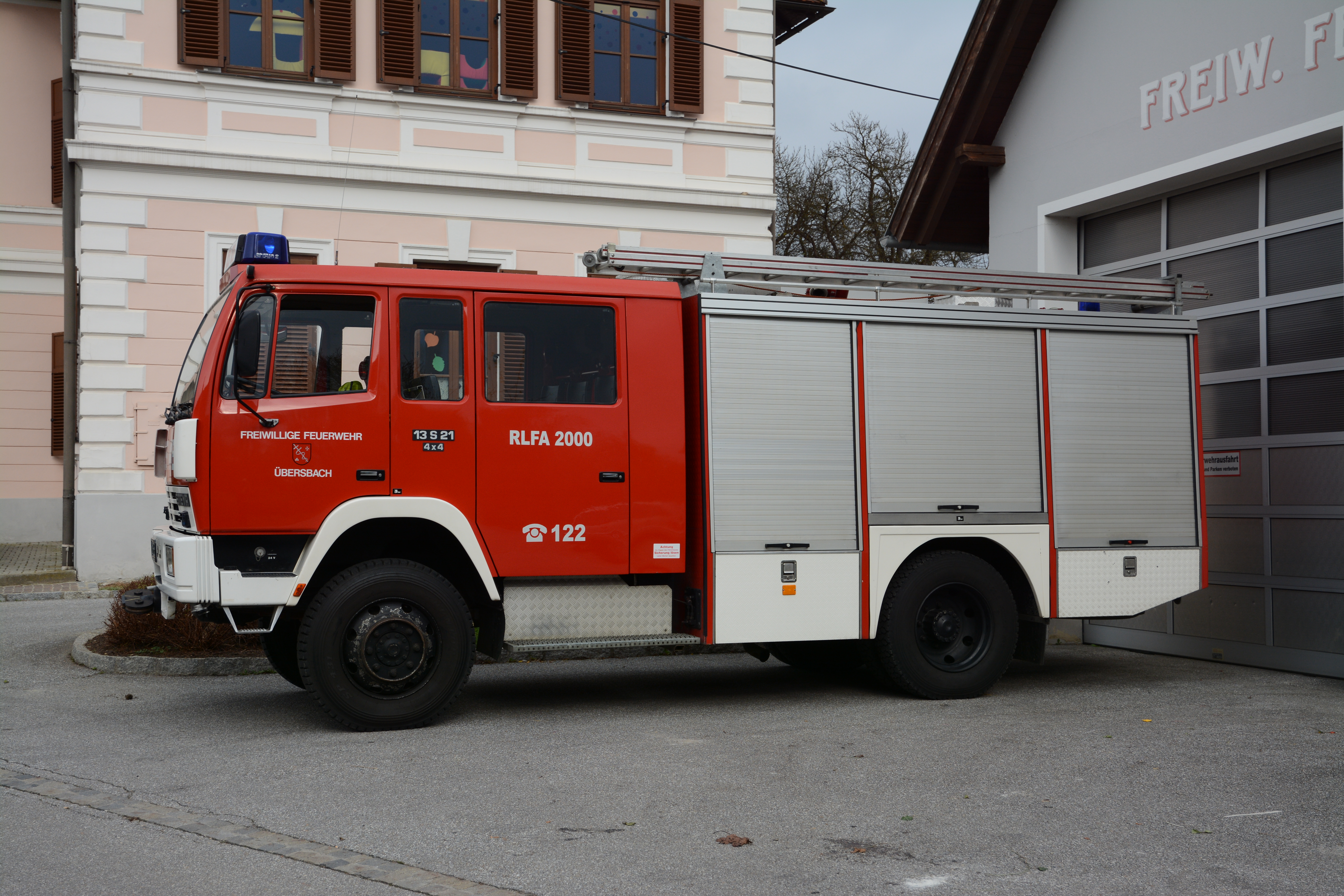
RLF-A 2000

Zur fast vollständig übernommenen Ausrüstung eines Tanklöschfahrzeuges kommt in der Regel noch der hydraulische Rettungssatz sowie ein Notstromaggregat. Auch eine am Fahrzeugrahmen montierte Seilwinde mit einer Zugkraft von in der Regel 50 kN ist üblicherweise vorhanden.
Da sowohl die Pumpe als auch die Seilwinde mit dem Fahrzeugmotor angetrieben wird, ist ein doppelter Nebenabtrieb des Getriebes notwendig.
Abhängig von den überwiegenden Einsatzgebieten können die Fahrzeuge von der örtlichen Feuerwehr noch zusätzliche Ausrüstungsgegenstände oder -einrichtungen beim Fahrzeug vorhanden sein. So werden Fahrzeuge die hauptsächlich bei Verkehrseinsätzen eingesetzt werden oft mit einer Verkehrsleiteinrichtung am Fahrzeugheck ausgestattet. Auch Straßenwaschanlagen sind bei Rüstlöschfahrzeugen öfters zu finden. Sie dienen der Straßenreinigung, aber auch als Selbstschutz bei Feldbränden. Außerdem ist damit ein Schlauchanschluss vorne am Fahrzeug vorhanden.

## RLF für spezielle Anwendungen

### Rüstlöschfahrzeug-Tunnel

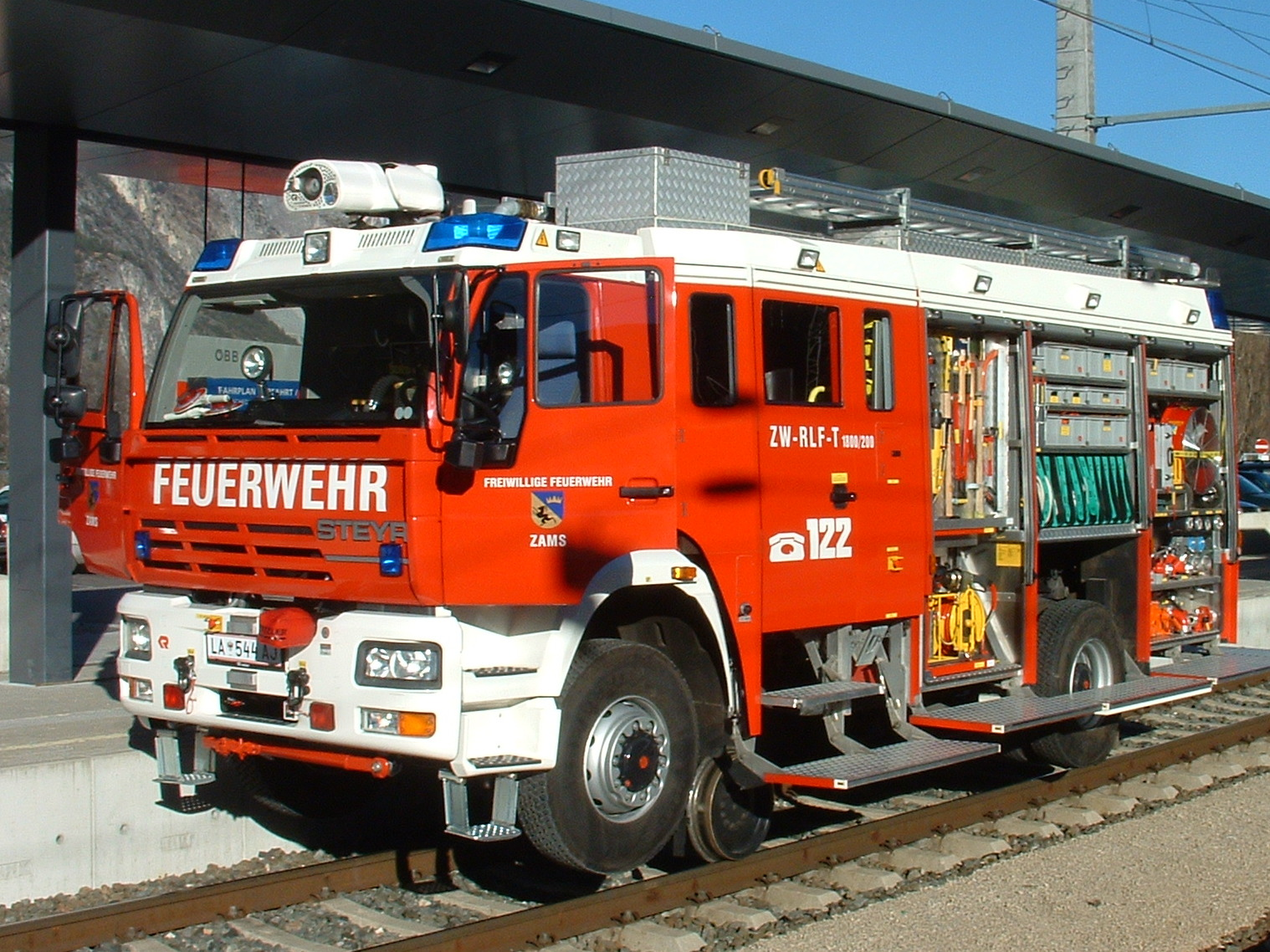
Zweiwege-Rüstlöschfahrzeug-Tunnel

Eine Sonderform des Rüstlöschfahrzeuges stellt das Rüstlöschfahrzeug-Tunnel (kurz: RLF-T) dar. Es basiert auf dem normalen RLF, ist jedoch mit speziellen Geräten für den Einsatz in Tunneln ausgerüstet. Im Gegensatz zu den üblichen RLF ist bei der Tunnel-Version für jedes Mannschaftsmitglied ein Atemschutzgerät vorhanden. Das Fahrzeug selbst muss auch über eine Luftspeicheranlage verfügen, da bei einem Brand in einem Tunnel der Sauerstoffgehalt der Luft stark absinkt.
Der Wasserwerfer ist aus der Fahrerkabine zu bedienen.
Meist gibt es in der Fahrzeugfront eine Halterung für eine Wärmebildkamera, die mit einem Monitor im Fahrerraum verbunden ist. Dies ermöglicht es den Einsatzkräften auch in einen völlig verrauchten Tunnel einzufahren.
Besonders im Bereich von langen Eisenbahntunneln findet man vermehrt das Zweiwege-Rüstlöschfahrzeug-Tunnel (kurz: ZW-RLF-T). Dieser spezielle Fahrzeugtyp verfügt über einen zweiten Satz Räder, wodurch er in der Lage ist auf Gleisen zu fahren.

#### Standorte
Die Feuerwehren sind mit sechs Stück ausgerüstet, wovon zwei in Tirol und vier in Niederösterreich stationiert sind. Die Fahrzeuge wurden alle mit einem Aufbau vom Feuerwehrfahrzeughersteller Rosenbauer International AG versehen.
Im Zuge der Errichtung der neuen Westbahnstrecke im Tullnerfeld, wurden einigen Feuerwehren entlang der Strecke RLFAT 3000-200, gebaut von Lohr-Magirus auf einem MAN TGM 18.340, von der ÖBB zur Verfügung gestellt.
Tirol
In Tirol wurden die Feuerwehren in St. Anton am Arlberg und Zams mit je einem ZW-RLF-T ausgestattet. Diese sind für die Arlbergbahn und im Speziellen für den Arlberg-Tunnel und den Zammer Tunnel zuständig. Aufgebaut wurden die Fahrzeuge auf einem „Steyr 18S28“, Baujahr 2002.
Niederösterreich
Hier wurden die Feuerwehren St. Valentin, Amstetten, Pöchlarn und St. Pölten-Stadt als ZW-RLF-T Stützpunkte ausgewählt. Diese Feuerwehren sind für die Westbahnstrecke im Bereich zwischen St. Pölten und der Grenze zu Oberösterreich zuständig. Die Schwerpunkte liegen bei vier Tunneln, Wachbertunnel 2, Melker-Tunnel, Sittenberg-Tunnel und Sieberg-Tunnel. Die Fahrzeuge wurden von den ÖBB im Jahr 2003 angeschafft und auf einem „ÖAF FE 410A“ Fahrgestell aufgebaut.
Vorarlberg
Hier wurden die Feuerwehren Lochau, Bregenz Rieden, Dornbirn, Frastanz, Dalaas und Klösterle als RLF-T Stützpunkte ausgewählt. Sie sind für die vier Tunnelanlagen (Pfänder, Achrain, Amberg, Dalaaser und Arlberg) zuständig.

## Hilfeleistungslöschfahrzeug
Als Weiterentwicklung und, vor allem im Bereich der Berufsfeuerwehren, als Nachfolger gilt das Hilfeleistungslöschfahrzeug (HLF). Die Berufsfeuerwehr Graz hat inzwischen nur mehr HLF als Standardfahrzeuge.